# Рощепей, Яков Устинович
Яков Устинович Рощепей или Рощепий (1879—1958) — украинский, российский и советский изобретатель, один из первых в мире конструкторов, разработавший винтовку, «из которой можно стрелять автоматически».

## Биография
Яков Рощепей родился в 1879 году в селе Осовец (ныне — Бобровицкий район Черниговской области Украины) в многодетной крестьянской семье. Окончил четыре класса церковно-приходской школы. Её руководство предлагало родителям Якова продолжить обучение сына, указывая на его способности, но из-за бедности семьи он, как старший ребёнок, должен был начать работать. В 1895 году Яков сам собрал велосипед, в котором все детали, кроме цепного привода, были выполнены из дерева. Местное дворянство и духовенство помогли юному конструктору принять участие в земской сельскохозяйственной выставке, откуда Яков вернулся с денежной премией в десять рублей, что равнялось примерно половине месячного заработка рабочего невысокой квалификации в среднем по Российской Империи.
В 1898 году Якова Рощепея призвали в армию, службу он проходил в крепости Зегрж недалеко от города Легьоново в качестве кузнеца при полковой мастерской. В 1902 году механик-самоучка предложил командованию идею самозарядной винтовки совершенно новой конструкции, а в 1904 году, взяв за основу трёхлинейку Мосина, создал одну из первых в Российской империи десятизарядную автоматическую винтовку. Новизна идеи состояла в использовании неподвижного ствола и полусвободного затвора, в отличие от многочисленных разработок и экспериментов по всему миру с подвижным стволом. Подобное решение значительно повышало кучность и точность боя оружия. Совещательный орган при Главном Артиллерийском управлении — так называемый Артиллерийский комитет, в 1905 году организовал испытательные стрельбы новых образцов стрелкового оружия (среди прочих там участвовала и автоматическая винтовка системы капитана В. Г. Фёдорова. Образцы Рощепея работали безотказно. Они обратили на себя внимание начальника ружейного полигона офицерской стрелковой школы полковника Николая Филатова. По его представлению Рощепей был прикомандирован к полигону для дальнейшей службы. Нетерпимое отношение офицерского состава к конструктору-самоучке в звании рядового заставило его немедленно после окончания срока службы в 1906 году уволиться в запас и отправиться в родное село.
Однако уже в 1907 году Яков Рощепей возвращается к работе на полигоне, на этот раз в качестве вольнонаёмного. Уже через 7 месяцев он представил новый, доработанный образец автоматической винтовки. По результатам испытаний полковник Филатов представляет в Артиллерийский комитет рапорт, после рассмотрения которого руководство принимает несколько административных решений: «Рассмотрев образец автоматической винтовки, разработанной г. Рощепеем, и признавая его работы заслуживающими самого полного внимания, так как ему удалось при неподвижном стволе добиться автоматического экстрактирования при выстреле гильзы патрона без всяких её повреждений, оружейный отдел полагал бы крайне необходимым ходатайствовать о том, чтобы изобретателю были предоставлены все необходимые средства для возможности дальнейшей разработки его системы». Начальнику Сестрорецкого оружейного завода Санкт-Петербурга предписано выделить 1000 рублей, из которых «необходимо выплачивать Рощепею жалованье по 50 рублей в месяц, остальные средства предоставлять на материалы и расходы, связанные с разработкой винтовки на заводе в течение года».
Разработанный Рощепеем образец автоматической винтовки был представлен на технической выставке в Петербурге, где получил Большую серебряную медаль. Однако на запрос конструктора о внедрении в массовое производство винтовки его системы перед началом Первой мировой войны был получен следующий ответ: «…в настоящее время, когда вся техническая сила завода должна быть направлена исключительно для увеличения производительности завода в отношении выхода трехлинейных винтовок, отвлекать завод разработкой какой бы то ни было системы автоматической винтовки совершенно несвоевременно». Более того, сам конструктор был отправлен на фронт. Только через год, в 1915 году по распоряжению начальника Главного артиллерийского управления оружейники В. Г. Федоров, Я. В. Рощепей и Ф. В. Токарев были возвращены для работы на заводе.
В 1918 году Яков Рощепей уехал в Киев, где работал конструктором на заводе «Арсенал». Позже стал начальником оружейно-пулемётной мастерской Южного фронта РККА. В 1921 году в Екатеринославе он организовал и возглавил небольшое оружейное производство при трудовой коммуне, которое освоило ремонт, а позже и производство пистолетов Mauser C96. Их производили 20-25 штук в месяц. В 1928 году Рощепей предложил новый образец своей винтовки, разработанный под экспериментальный патрон, который в отличие от штатного не имел закраины. Хотя винтовка и получила высокую оценку в РККА, но на вооружение принята не была в связи с тем, «что винтовка спроектирована не под штатный патрон. Признать её изготовление нецелесообразным». В этот же период Яков Рощепей занимался конструированием и усовершенствованием сельскохозяйственной техники.
За свою жизнь Яков Рощепей, внёсший значительный вклад в конструирование отечественного автоматического оружия, не получил никаких государственных наград кроме Большой серебряной медали. Только в 1951 году ему присвоили звание почётного пенсионера республиканского значения. Скончался он в 1958 году в своём родном селе, где и был похоронен скромно, без особых почестей.

## Изобретения
- Винтовка Рощепея образца 1904 года была первой русской автоматической винтовкой с неподвижным стволом, автоматика которой реализовала принцип полусвободного затвора[9].
- Винтовка Рощепея образца 1907 года имела ряд конструктивных доработок по сравнению с исходной моделью[7].

Обе автоматические винтовки Рощепея были забыты в России, а их конструктивные принципы заимствованы иностранцами и применены в австрийской винтовке Шварцлозе и в американском пистолете-пулемёте Томпсона.